# Botoșani (distrito)

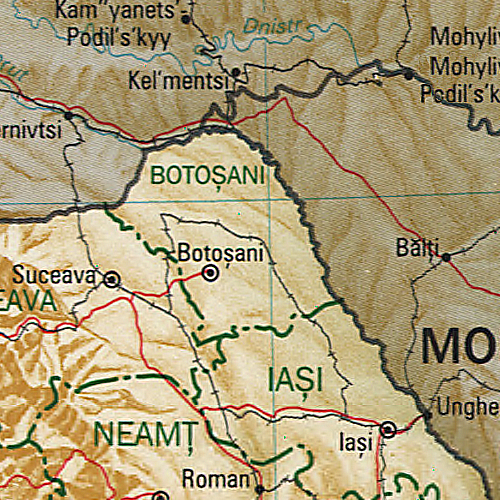
Mapa de Botoşani.

Botoşani é um judeţ (distrito) da Romênia, na região da Moldávia. Sua capital é o município de Botoşani.

## Geografia
O distrito de Botoşani possui área total de 4.986 km².
O relevo é constituído por uma planície alta, delimitada pelos  vales dos rios Siret, Prut e seu afluente, o rio Jijia.

### Limites
- República da Moldávia a leste - Edineţ;
- Suceava a oeste;
- Ucrânia ao norte - Chernivtsi;
- Iaşi ao sul.

## Demografia
Em 2000, a população era 460.973 habitantes e a densidade demográfica de 92 habitantes/km².

### Grupos étnicos
- romenos – 98,8%[1]
- ciganos – 0,7%
- russos – 0,2%
- ucranianos – 0,2%

### Evolução da população
| \| Ano \| população[2] \| \| ---- \| ------------ \| \| 1930 \| 351.780 \| \| 1948 \| 385.236 \| \| 1956 \| 428.050 \| \| 1966 \| 452.406 \| \| 1977 \| 451.217 \| \| 1992 \| 461.305 \| \| 2002 \| 452.834 \| | \|        |
| Ano | população |
| 1930 | 351.780   |
| 1948 | 385.236   |
| 1956 | 428.050   |
| 1966 | 452.406   |
| 1977 | 451.217   |
| 1992 | 461.305   |
| 2002 | 452.834   |

## Economia
A agricultura constitui a principal atividade econômica do distrito.
As principaiss atividades industriais são:
- indústria têxtil;
- indústria alimentícia;
- indústria de componentes eléctricos;
- industria de vidro e de porcelana.

Em Stânca-Costeşti está localizada uma das maiores centrais  hidrelétricas da Romênia.

## Turismo
As principais atrações turísticas são:
- a cidade de Botoşani;
- a aldeia de Ipoteşti – cidade natal de Mihai Eminescu;
- a aldeia de Liveni – cidade natal de George Enescu;
- o museu de Săveni.

## Divisões administrativas
O distrito está dividido em 2 municípios, 5 cidades e 67 comunas.

### Municípios
- Botoşani
- Dorohoi

### Cidades
- Darabani
- Săveni
- Flămânzi
- Bucecea
- Ştefăneşti

### Comunas
| - Adăşeni - Albeşti - Avrămeni - Băluşeni - Blândeşti - Brăeşti - Broscăuţi - Călăraşi - Cândeşti - Conceşti - Copălău - Cordăreni - Corlăteni - Corni | - Coşula - Coţuşca - Cristeşti - Cristineşti - Curteşti - Dersca - Dângeni - Dimăcheni - Dobârceni - Drăguşeni - Durneşti - Frumuşica - George Enescu - Gorbăneşti | - Havârna - Hăneşti - Hilişeu-Horia - Hlipiceni - Hudeşti - Ibăneşti - Leorda - Lozna - Lunca - Manoleasa - Mihai Eminescu - Mihăileni - Mihălăşeni - Mileanca | - Mitoc - Nicşeni - Păltiniş - Pomârla - Prăjeni - Rădăuţi-Prut - Răchiţi - Răuseni - Ripiceni - Roma - Româneşti - Santa Mare - Stăuceni - Suharău | - Suliţa - Şendriceni - Ştiubieni - Todireni - Truşeşti - Tudora - Ungureni - Unţeni - Văculeşti - Viişoara - Vârfu Câmpului - Vlădeni - Vlăsineşti - Vorniceni - Vorona |